# Isabelo de los Reyes
Isabelo de los Reyes (ur. 7 lipca 1864 w Vigan, zm. 10 października 1938 w Manili) – filipiński polityk, dziennikarz, teolog, pisarz i działacz związkowy.
Urodził się w Vigan w dzisiejszej prowincji Ilocos Sur. Jego matką była poetka Leona Florentino. Związany z nacjonalistyczną prasą, stworzył El Ilocano, dwutygodnik uznawany za pierwszą ilokańską gazetę. Po wybuchu rewolucji filipińskiej deportowany został do Hiszpanii. Uznawany za ojca filipińskiego ruchu związkowego, zainicjował powstanie Unión Obrera Democrática Filipina, pierwszego związku zawodowego w historii archipelagu. W 1902 założył pismo La redención del obrero, współpracował z rozmaitymi periodykami hiszpańskojęzycznymi, w tym El Diario de Manila, La Oceanía española i El comercio. Wchodził w skład manilskiej rady miasta (1912–1919) oraz filipińskiego senatu (1922–1928). Wysoce krytyczny wobec Kościoła katolickiego, jako radny doprowadził do przyjęcia uchwał zmieniających nazwy szeregu ulic noszących imiona księży katolickich.
Autor szeregu książek, nade wszystko na temat historii i etnologii Filipin, chociażby Las Islas Visayas en la Epoca de la Conquista (1887), La Expedicion de Li-Mahong contra Filipinas en 1574 (1888), El folk-lore filipino (1889), Historia de Ilocos (dwa tomy, 1890), Ang Comediang Tagalog (1904) i Religion antigua de los Filipinos (1909). Jego pisma o tematyce politycznej zebrano w wydanym w 1905 tomie Llueven palos.
Rozwinął również bogatą działalność teologiczną, stał za powstaniem Niezależnego Kościoła Filipińskiego (1902), był autorem wielu kazań oraz traktatów o tematyce religijnej. Przełożył na ilokański znaczną część Biblii, w tym ewangelie oraz Dzieje Apostolskie. Opracował wiele fundacyjnych dokumentów założonego przez siebie kościoła, w tym jego katechizm i mszał.
Trzykrotnie żonaty, doczekał się łącznie 27 dzieci. Jeden z jego synów, Isabelo Jr., doszedł do stanowiska najwyższego biskupa współzałożonego przez ojca kościoła.
Zmarł w Manili. Jego imię nosi między innymi szkoła podstawowa w manilskiej Tondzie.